# Gymnallabes
Gymnallabes – rodzaj słodkowodnych ryb sumokształtnych z rodziny długowąsowatych (Clariidae).

## Zasięg występowania
Afryka Zachodnia i Afryka Środkowa.

## Klasyfikacja
Gatunki zaliczane do tego rodzaju:
- Gymnallabes nops
- Gymnallabes typus

Gatunkiem typowym jest Gymnallabes typus.